# 帕夫連基夫卡
50°5′47″N 28°39′7″E / 50.09639°N 28.65194°E
帕夫連基夫卡（烏克蘭語：Павленківка），是烏克蘭北部的村莊，隸屬日托米爾州的日托米爾區。該村面積0.24平方公里，海拔高度225米，2001年人口66，人口密度每平方公里279.66人。